# 矢頭長助
矢頭 長助（やとう ちょうすけ、万治元年（1658年） - 元禄15年8月15日（1702年9月6日））は、江戸時代の武士。赤穂藩浅野氏の家臣。名は教照（のりてる）。

## 生涯
万治元年（1658年）、赤穂藩士・矢頭権右衛門の子として誕生。妻は中根弥兵衛の娘。子に矢頭教兼。
赤穂藩では国元で勘定方（25石5人扶持）についた。元禄14年3月14日（1701年4月21日）、主君・浅野長矩が江戸城にて高家・吉良義央に対し刃傷におよび、赤穂藩が改易になった際には赤穂にあった。家老・大石良雄に神文血判を提出して盟約に加わり、4月19日（5月26日）に赤穂城が開城されると、残務処理のために良雄とともに赤穂に残った。大石から信頼されたが、藩士や領民からは嫌われたという。
それらを終えた後、6月4日（7月9日）に赤穂を退去して大坂へ移ったが、ここで病に侵されて寝たきりになってしまう。同志との連絡はもっぱら子の教兼を通じて行ったが、15年8月15日（1702年9月6日）に病死。享年45。なおその後、教兼は父にかわって赤穂浪士の一人として吉良邸へ討ち入りに参加し、亡父の戒名を懐中にし臨んだと伝わる。
大阪市北区堂島の浄祐寺に、息子と共に墓がある。幕末に尊皇攘夷の志士が、父子の墓を殴打し破損した。現在はセメントで補修されているが、教照の墓には法名の欠字があり読めない。

## 演じた俳優
嵐冠三郎「義士と侠客」（1925・マキノ）役名は矢頭長左衛門
嵐秀之助①「実録忠臣蔵」（1926・映画）
嵐秀之助②「増補改訂忠臣蔵」（1927・映画）
和田宗右衛門「忠臣蔵」（1932・映画）
横山運平「忠臣蔵」（1934・映画）
徳永文六「忠臣蔵」（1939・映画）
三井弘次「元禄美少年記」（1955・映画）
明石　潮「赤穂義士」（1957・映画）
長浜藤夫「赤穂浪士」（1964・NHK）
加藤　嘉「大忠臣蔵」（1971・NET）
佐々木孝丸①「元禄太平記」（1975・NHK）
佐々木孝丸「赤穂浪士」（1979・ANB）
奥村公延①「峠の群像」（1982・NHK）
石丸勝也「忠臣蔵」（1985・NTV）
山中康司「大石内蔵助 冬の決戦」（1991・NHK）
奥村公延②「忠臣蔵外伝 四谷怪談」（1994・松竹）
清水綋治「忠臣蔵」（1996・CX）
青木卓司「赤穂浪士」（1999・TX）
品川　徹「元禄繚乱」（1999・NHK）
- 岡村隆史「決算!忠臣蔵」（2019年、松竹）- 山本博文原作では、瑤泉院の持参金を勝手に討ち入り費用に使ってしまい困らせる[4]。